# Chinati Foundation
De Chinati Foundation is een stichting die de kunstverzameling beheert van de in 1994 overleden schilder en beeldhouwer Donald Judd, in het Texaanse stadje Marfa, USA. Het bijbehorende museum is sinds 1986 opengesteld voor publiek.

## Situering
Vanaf 1971 verbleef Donald Judd voornamelijk in Marfa, waar hij bij Ford Russel in 1979 grond met een enorme loods verwierf met hulp van de Dia Art Foundation. Hier wilde hij ver van het commerciële kunstbedrijf samen met bevriende kunstenaars op zijn ideale manier exposeren. Hij richtte het geheel in volgens zijn strenge minimalistische principes en ontwierp daarbij ook nog schitterende houten meubels. 
De opening van het centrum vond plaats op 12 oktober 1986. De doelstelling was even eenvoudig als helder: "Het unieke van de installaties in Marfa is niet zozeer gelegen in de schaal en de omvang van het geheel maar vooral in het feit dat hier kunst wordt aangetroffen in de context van de haar omringende architectonische ruimtes en in een natuurlijke situatie - en niet geïsoleerd in een museale anthologie. Verder staat Chinati voor de opvatting dat het installeren en tentoonstellen van kunst moet worden gecontroleerd door de maker ervan, de praktiserende kunstenaar, die anders maar al te vaak de controle over zijn eigen activiteiten verliest. Chinati is van plan om, naast de werken van Chamberlain, Dan Flavin en Donald Judd, belangrijke werken van andere kunstenaars te plaatsen, om een grafisch atelier en een bibliotheek voor kunst en architectuur te stichten en om een sfeer te creëren die zal leiden tot het maken en tentoonstellen van kunst als een wezenlijk onderdeel van het leven".
De Chinati Foundation is sindsdien een non-profitorganisatie gebleven, met een permanente expositie van werken van Donald Judd, John Chamberlain, Dan Flavin, Ilya Kabakov, Richard Long, Carl Andre en Claes Oldenburg/Coosje van Bruggen.